# Canon EOS-3
La Canon EOS-3 è una reflex 35mm a pellicola fotografica per professionisti e amatori avanzati costruita da Canon in Giappone.
È stata introdotta nel novembre 1998 ed è rimasta in listino fino al 2007.
La fotocamera è il successore della EOS-5, ma ha molto in comune con la Canon EOS-1N: come ad esempio il funzionamento dei controlli della fotocamera e la tenuta ambientale, considerando che la EOS-5 non ne ha. Ciò che accomuna la linea EOS-3 e EOS-1 sono anche gli accessori (come il motore e batteria), che sono in gran parte gli stessi, o almeno intercambiabili.

## Caratteristiche
La EOS-3 ha introdotto il sistema di autofocus a 45 punti poi utilizzato nella EOS-1V, EOS-1D e nelle successive reflex professionali Canon. Era l'ultima fotocamera al di fuori della 1-serie a pellicola o digitale, a ricevere il sistema AF Canon top-of-the-line fino all'annuncio marzo 2012 di EOS 5D Mark III.
La EOS-3 ha ereditato una versione migliorata del sistema Eye -Control della EOS-5. Questo sistema, quando calibrato per un determinato utente, permette di scegliere uno dei 45 punti del sistema autofocus semplicemente guardandolo nel mirino. Un trasmettitore e ricevitore a infrarossi montati intorno all'oculare tiene d'occhio la posizione dell'iride e quindi rileva dove il fotografo sta guardando e concentrandosi su tale punto. Il sistema ha i suoi limiti tuttavia, in particolare gli occhiali da vista e le lenti a contatto, occasionalmente potrebbero confondere il sistema. Questa caratteristica non è mai più stata introdotta dopo la Canon EOS-1v.
L'otturatore della EOS-3 ha superato le prove di resistenza standard Canon di 100.000 cicli di scatto, mentre la EOS-1V è stato progettata per resistere almeno a 150.000 cicli di scatto.
La EOS-3 ha incorporata la funzione flash E-TTL per l'utilizzo della serie EX di unità flash esterne Canon.